# Dan Maskell
Dan Maskell (ur. 11 kwietnia 1908 w Londynie, zm. 10 grudnia 1992), brytyjski dziennikarz sportowy, legenda tenisowego Wimbledonu.
Przez 40 lat pracował jako komentator turnieju wimbledońskiego dla stacji BBC-TV (1951–1991) i zyskał miano głosu Wimbledonu. Uchodził za niedoścignionego mistrza tenisowego komentarza.
Był związany z tenisem, a szczególnie z turniejem na Wimbledonie i klubem England Lawn Tennis and Croquet Club. Pracował jako chłopiec do podawania piłek, a następnie profesjonalny trener. Był 16-krotnym mistrzem zawodowców Wielkiej Brytanii; współpracował ze związkiem tenisowym oraz reprezentacją daviscupową (od 1933, miał współudział w zdobyciu Pucharu). Przed podjęciem pracy w telewizji BBC był dwa lata komentatorem radiowym.
Oficer armii w okresie II wojny światowej. Odznaczony Orderem Imperium Brytyjskiego w 1945, następnie Komandorią Imperium Brytyjskiego w 1982. Wśród jego tenisowych wychowanków byli książę Karol i księżniczka Anna.
W 1996 pośmiertnie uhonorowany miejscem w Międzynarodowej Tenisowej Galerii Sławy.